# Гай Персий
Гай Пе́рсий (лат. Gaius Persius; II век до н. э.) — римский интеллектуал, которого упоминают в своих произведениях Гай Луцилий и Марк Туллий Цицерон.

## Биография
О происхождении Гая Персия ничего не известно точно. Возможно, он был сыном или внуком римлянина того же имени, участвовавшего во Второй Пунической войне и защищавшего от карфагенян цитадель Тарента. Гай Персий-младший больше всего известен благодаря упоминанию его имени в одной из сатир Гая Луцилия: поэт называет его «учёнейшим» и говорит, что такой читатель ему не нужен. Это место из Луцилия дважды цитирует Марк Туллий Цицерон — в трактатах «Об ораторе» и «О государстве» (вторая цитата сохранилась в составе «Естественной истории» Плиния Старшего). 
Благодаря трактату Цицерона «Брут, или О знаменитых ораторах» известно, что многие считали Гая Персия автором речи Гая Фанния о гражданах и союзниках, произнесённой в 122 году до н. э. и направленной против народного трибуна Гая Семпрония Гракха.